# Roger Sumich
Roger John Leonard Sumich (nascido em 12 de novembro de 1955) é um ex-ciclista neozelandês que representou Nova Zelândia nos Jogos Olímpicos de Verão de 1984 em Los Angeles, onde competiu na prova de estrada (individual), embora ele não terminou a corrida. Conquistou a medalha de bronze na mesma prova nos Jogos da Commonwealth de 1982 em Brisbane, Austrália.